# Papa Pingouin
"Papa Pingouin" (Papá Pinguim) foi a canção que representou o Luxemburgo no Festival Eurovisão da Canção 1980,  interpretada em francês interpretada pelo grupo/duo francês Sophie & Magaly. O referido tema tinha letra de Pierre Delanoë, Jean-Paul Cara, composição de Ralph Siegel, Bernd Meinunger e foi orquestrada po Norbert Daum. O grupo Sophie & Magaly foi o quarto a desfilar no evento, a seguir à canção grega interpretada por Anna Vissi e antes da canção marroquina. No final da votação, a canção terminou em 9.º lugar e recebeu 56 pontos.
A canção é sobre a a vida de um pinguim que vivia aborrecido. As cantoras descrevem o seu desejo de voar como uma gaivota e viajar  à volta do mundo, listando vários locais que ele visita na sua imaginação. No final, o pinguim, chega à conclusão que a sua vida não era tão má como pensava, no final ele queima a mala, significando que o seu desejo de viajar acabara.

## Escândalo Ralph Siegel
Quando as cantoras Sophie & Magaly assinaram o contrato com  Ralph Siegel, elas eram ainda menores e foram os pais delas que assinaram, não conheciam os meandros das práticas comerciais do mundo da  música. No referido contrato, elas tiveram direito apenas a uma pequena percentagem dos lucros das vendas.
Em 1981, as duas irmãs referiram, publicamente, que elas tinham recebido apenas 5000 euros cada uma, quando tinham sido vendidos mais de um milhão de discos. Elas referiram que ele tinha quebrado o contrato e não lhes queria dar mais dinheiro. 
Em 2003,um dos autores da letra (Jean-Paul Cara) confirmou que Ralph Siegel nunca teve qualquer ideia de as de fazer Sophie & Magaly um grupo de sucesso, ele queria apenas duas gémeas.
A canção foi um grande sucesso de vendas em França (onde foi número um de vendas), tendo vendido mais de um milhão de cópias e recentemente (2006) teve uma versão do grupo Pigloo, que também foi um sucesso.